# رالف همرز
رالف همرز (۲۴ مارس ۱۸۹۴ – ۳ فوریه ۱۹۷۰) طراح جلوه‌های ویژه، فیلم‌بردار و کارگردان هنری آمریکایی بود. او برای سه جایزه اسکار نامزد شد. وی برای فیلم شاهین آسمانی یک مینیاتور در مقیاس بزرگ از شهر لندن ایجاد کرد، وی همچنین جلوه‌های ویژه مهندسی شده‌ای برای آن ایجاد کرد. وی در مینیاپولیس، مینه سوتا متولد شد و در لس آنجلس، کالیفرنیا درگذشت.

## جوایز
- ۱۹۲۹: نامزد دریافت جایزه اسکار بهترین جلوه‌های مهندسی شده.[۲]
- ۱۹۳۱: فقط تصور کن - نامزد دریافت جایزه اسکار بهترین کارگردانی هنری.[۳][۴]
- ۱۹۴۹: آبهای عمیق - نامزد دریافت جایزه اسکار برای بهترین جلوه‌های ویژه.[۵][۶]